# NGC 3729
NGC 3729 في الفهرس العام الجديد، هي مجرة، تقع في كوكبة الدب الأكبر. اكتشفت في 12 أبريل 1789 بواسطة ويليام هيرشل.

## روابط خارجية
- NGC 3729 على موقع ويكي سكاي: DSS2, SDSS, GALEX, IRAS, Hydrogen α, X-Ray, Astrophoto, Sky Map, Articles and images